# Il regno dei sogni e della follia
Il regno dei sogni e della follia (夢と狂気の王国?, Yume to kyōki no ōkoku), titolo internazionale The Kingdom of Dreams and Madness, è un documentario di Mami Sunada dedicato allo studio di animazione giapponese Studio Ghibli e ai suoi animatori.
Il film, uscito nelle sale giapponesi il 16 novembre 2013 è stato presentato in anteprima mondiale in Francia nel giugno 2014 al Festival International du Film d'Animation d'Annecy e in seguito in numerosi altri festival cinematografici di tutto il mondo. Dal 27 gennaio 2015 è disponibile in DVD o streaming in lingua originale con sottotitoli inglesi. In Italia il film è stato distribuito da Lucky Red il 25 e 26 maggio 2015 con i dialoghi in italiano inseriti in oversound sull'audio originale.

## Trama
Il film si concentra sulle ultime fasi di lavorazione di Si alza il vento, l'ultimo e al tempo considerato definitivo film di Hayao Miyazaki, mostrando la tecnica di animazione accurata e artigianale del regista e del suo team di animatori. Contemporaneamente anche Isao Takahata, co-fondatore assieme a Miyazaki dello Studio Ghibli, sta terminando il suo ultimo film La storia della Principessa Splendente, e tutta la macchina produttiva dello studio deve coordinare la creatività e anche le piccole rivalità dei due grandi registi.

## Date di uscita
Lista delle date di uscita internazionali del film.
- 16 novembre 2013 - Giappone
- giugno 2014 -	Francia: Festival International du Film d'Animation d'Annecy
- 15 giugno 2014 - Australia: Sydney Film Festival
- 9 agosto 2014	- Nuova zelanda: New Zealand International Film Festival
- 10 agosto 2014 - Australia: Melbourne International Film Festival
- 8 settembre 2014 - Canada: Toronto International Film Festival (première)
- 4 ottobre 2014 - Brasile: Rio de Janeiro International Film Festival
- 1 novembre 2014 - Stati Uniti: Hawaii Film Festival
- 3 novembre 2014 - Canada: Windsor International Film Festival
- 7 novembre 2014 - Regno Unito
- 8 novembre 2014 - Stati Uniti: San Diego Asian Film Festival
- 16 novembre 2014 - Stati Uniti: Three Rivers Film Festival
- 18 novembre 2014 - Stati Uniti: St. Louis International Film Festival
- 25 novembre 2014 - Francia: Kinotayo Festival
- 28 novembre 2014 - New York: sale cinematografiche
- 10 novembre 2014 - Australia (video première)
- 25 maggio 2015 - Italia